# De tuin
De tuin is een hoorspel van Ad van Seyen. De TROS zond het uit op zaterdag 2 maart 1974, van 21:15 uur tot 21:55 uur. De regisseur was Rob Geraerds.

## Rolbezetting
- Paul van der Lek (Harry Buitenveld)
- Lies Franken (Laura, zijn vrouw)
- Hans Veerman (Paul, zijn broer)
- Frans Somers (politieman)

## Inhoud
Dit is het verhaal van Laura, Harry en Paul, drie mensen die in een gesprek terugkijken op hun eigen verleden. Laura en Harry zijn getrouwd en wonen in de stad. Harry zou echter liever op het platteland wonen, maar Laura stemt daarmee niet in, omdat ze erg aan het leven in de stad is gehecht en ook nog de geestelijke verzorging van Harry’s broer Paul op zich heeft genomen. Paul is geestelijk gehandicapt. Als echter Harry toestaat dat ook Paul zal mee verhuizen en hij de grote tuin bij het huis mag verzorgen, gaat het drietal naar hun nieuwe huis op het platteland. In de nieuwe omgeving ontstaan echter al spoedig grote spanningen, die er op een gegeven avond toe leiden dat Paul verdwijnt. Jaren later wordt dit verdwijnen van Paul opnieuw besproken en dat gesprek heeft een verrassende climax…